# اینبی پارک
اینبی پارک (انگلیسی: Inbee Park; ۱۲ ژوئیهٔ ۱۹۸۸ – ) گلف‌باز اهل کره جنوبی بود.